# Xylopia gilbertii
Xylopia gilbertii este o specie de plante angiosperme din genul Xylopia, familia Annonaceae, descrisă de Raymond Boutique. Conform Catalogue of Life specia Xylopia gilbertii nu are subspecii cunoscute.